# Stockholms Byggnadsförening

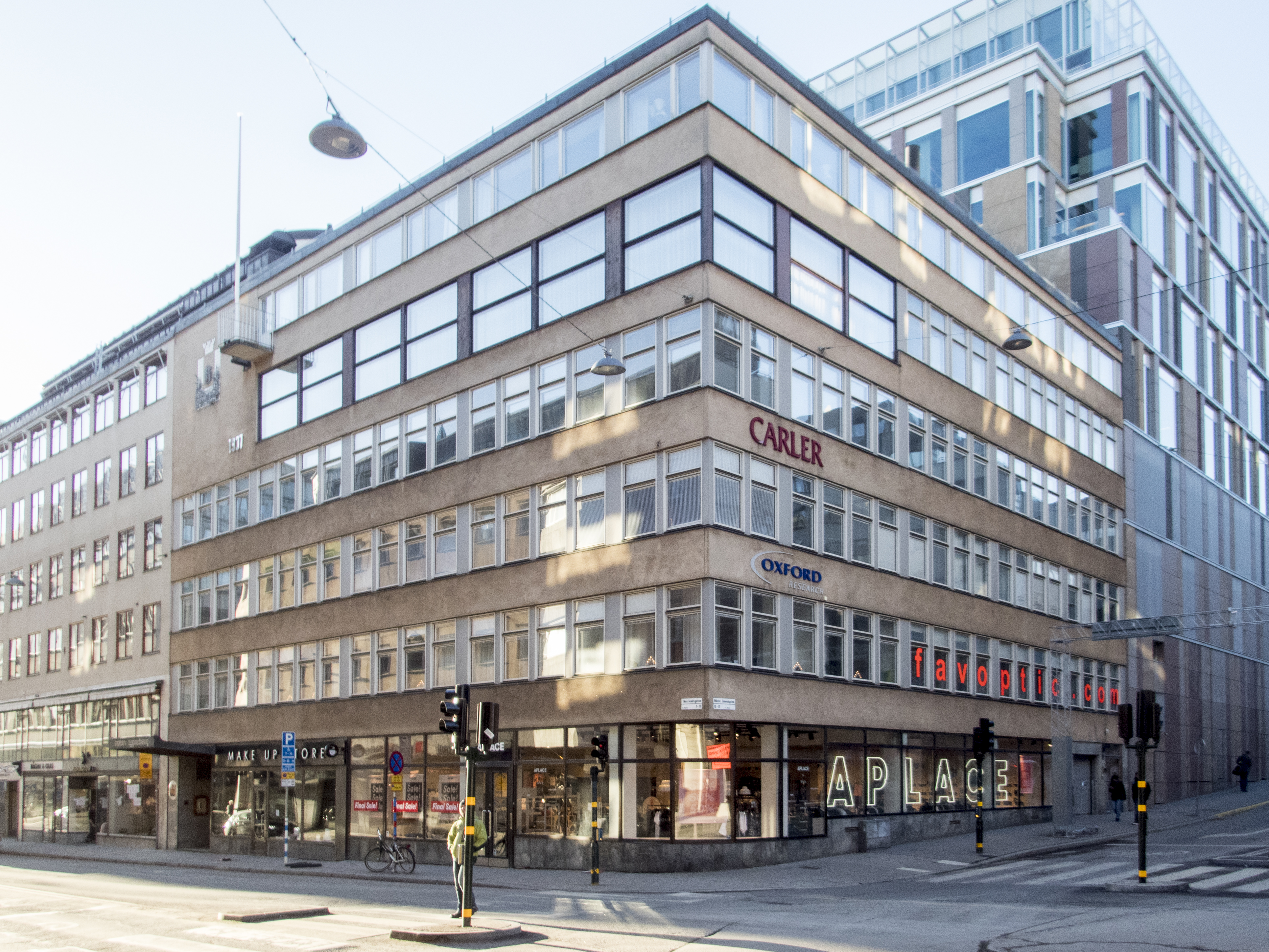
Byggnadsföreningens hus

Stockholms Byggnadsförening grundades 1848 för att ”dels befrämja byggnadskonsten och öka sinnet för densamma genom sammanträffande och personligt umgänge och som följd därav ett fritt tankeutbyte, dels att bidraga till praktisk och teoretisk utbildning inom byggnadsfacket”.
Stockholms Byggnadsförening har idag cirka 2 500 medlemmar som representerar Stockholms byggnadsvärld i vid bemärkelse. Verksamheten består av föreningsmöten kring aktuella teman inom Stockholms byggnadsvärld, studieresor och ett fritt tankeutbyte. Förening har en omfattande boksamling, vars äldre och mer värdefulla delar är deponerade hos Stadsmuseet i Stockholm.
Inom föreningen grundades på 1920-talet Nordisk byggdag.

## Fastighet
Föreningen äger och förvaltar fastigheten Hästen 25, Norrlandsgatan 11 i Stockholm, ritad av arkitekten Sven Markelius, byggd 1937.

## Stipendiestiftelser
Föreningen utdelar årligen stipendier från fyra olika stiftelser. 2004 utdelades stipendier till ett värde av cirka en miljon kronor.
- Jubileumsstiftelsen.

Stödjer sådan verksamhet som har till syfte att till allmänt gagn främja utvecklingen inom byggnadsfacket.
- Stiftelsen för Olle Engkvist-priset.

Har till syfte att bereda publicister vidareutbildning och därigenom främja spridandet av vederhäftig kunskap om och fördjupad förståelse för samtida byggnadskonst.
- Stiftelsen för Isaak Hirsch-stipendiet.

Har till ändamål att bereda hantverkare och andra motsvarande yrkesmän inom föreningens verksamhetsområde vidareutbildning och på så sätt bibehålla och främja yrkeskunnandet.
- Stiftelsen för Doktorandstipendiet.

Bereder forskare – doktorander – vid Kungliga Tekniska högskolan möjlighet att bedriva forskning och studier vid annan europeisk högskola.